# 푸기오
푸기오(ˈpuːɡioː; 복수: pugiones→단검)은 로마 제국의 병사들이 보조 무장으로 사용했던 단검이다. 근접전용으로 사용되었을 수 있으나 병사들이 정확하게 어떻게 사용했는 아직 알려진 점이 없다. 제국의 관리들은 직무 수행 시 치장용 단검을 착용했으며, 일부는 호신용으로 단검을 숨겨둔 채 착용하기도 했다. 암살과 자살용으로 흔히 쓰이던 무기였는데, 그 예시로 반대파들이 푸지오로 율리우스 카이사르를 암살한 사례가 있다. 푸기오는 이베리아 반도의 칸타브리인들이 사용하던 단검에서 발전한 것이다.

## 어원
푸기오(pūgiō)는 '풍고'(pungo)라는 단어에서 유래했다.  이 단어의 뿌리는 '푸그'(pug)이다. 인도유럽조어인 '페우그'(*peuĝ)까지 거슬러 올라간다. 수많은 인도유럽어족에서 동의어로 뚫고 찌른다는 의미로 여전히 사용되고 있다. 따라서 라틴어 '푸뉴스'(pugnus)와 그리스어 '피그메'(πυγμή)는 '주먹'을 뜻한다. 아래 인용된 더 스미스(The Smith) 논문에서는 푸기오가 주먹으로 잡는 무기였다고 제안한다. 그러나 검술을 뜻하는 라틴어 단어는 '푸냐'(pugna)로, 주먹을 매개로 하지 않고 추진력을 주고받는 것이지만, 단순 주먹질일 수도 있다.

## 용도
글라우디우스와 마찬가지로, 푸기오는 아마도 로마인들이 선호했던 것으로 알려진 고급 암살용 무기였을 것이다. 후기 로마제국의 저자 베게티우스는 "로마인들이 주로 사용하는 전투술"이라고 말했다.

## 제련

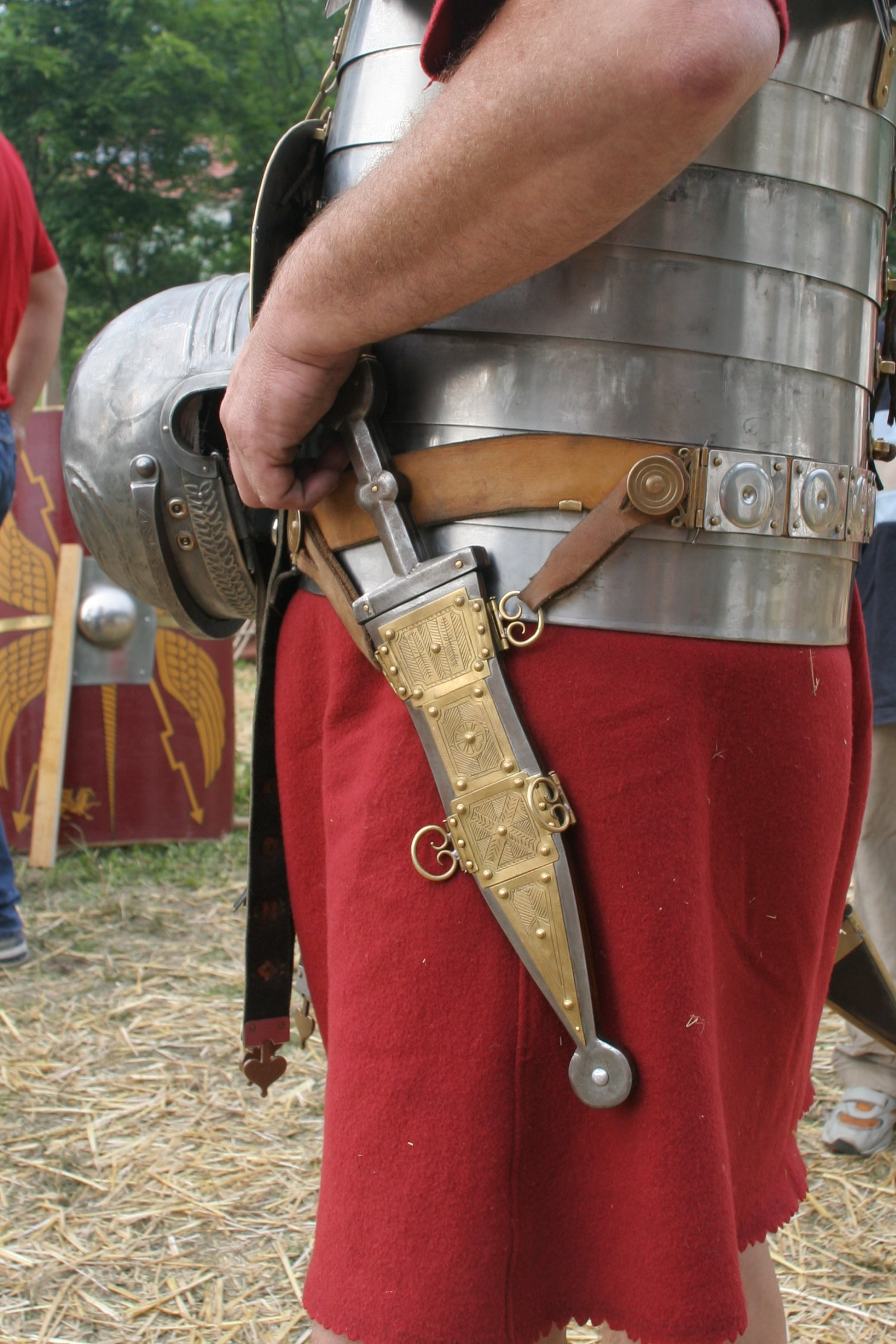
푸지오의 목원 모형

1세기 초 즈음, 푸기오는 대개 큰 칼날을 유지했다. 다양한 종류의 칼날이 있었다. 어떤 종류의 칼날은 '잎 모양'이었다. 다른 종류는 어깨 근처에 좁은 부분이 있었는데, 칼날 길이의 절반 정도와 평행하게 이어지다가 날카로운 끝으로 좁아졌다. 주맥은 겉면에서 고정되어 있거나 가라앉은 양쪽 면의 길이와 가까이 이어져 있으며, 각 한 쪽의 홈으로 경계를 나타냈다. 슴베는 넓고 평평했으며 칼날과 어깨를 통해 손잡이가 고정되어 있었다. 칼자루 끝이 원래 둥글었지만 1세기 초에는 둥근 사다리꼴 칼자루로 대체되었다. 종종 세 개의 치장용 리벳이 윗부분을 장식했다.
기원후 1세기 2분기 즈음에는 세 종류의 검집이 사용되었다. 이들 모두 네 개의 서스펜션 고리와 커다란 리벳이 끼워진 둥글납작한 끝부분의 확장부가 달린다. 증거에 따르면 두 개의 하부 고리는 사용되지 않았다. 첫 번째 종류는 칼집 앞뒤가 전부 철 재질인 휘어진 금속 판으로 만든 것이다. 이 판은 목질 '안감'으로 둘러싸여 있다. 앞부분의 판은 보통상감질한 황동, 은, 흑금과 빨강, 노랑 또는 초록빛의 에나멜 유리로 크게 치장되어 있다. 이러한 검집은 리벳이 박힌 두 갈래 진 대를 고정시키는 원형의 무동조 검집 고리가 있다. 리벳으로 고정시켜놓은 눌린 황동판이 특징인 이 검집의 현대 복원은 잘못된 것이며, 이러한 유형의 것은 지금까지 발견된 적이 없다.
두 번째 종류는 목질 칼집으로, 가죽으로 덮여 있었다. 한 개의 금속 판이 목질 칼집의 앞부분에 붙어 있다. 이 판은 매우 평평하며 상감질한 은과 에나멜 유리로 크게 치장되어 있다. 종종 주석이 사용되었다. 검집 고리는 로마의 군사용 소형 버클과 비슷했으며 검집의 측면에 경첩처럼 연결되어 있었다. 틀형이라고도 불리는 세 번째 종류의 경우 철로 제조되었으며  철로 만들어졌고 검집의 하부 끝에서 함께 이어지는 한 쌍의 곡선 홈으로 구성되어 있으며, 대개 평평하고 둥근 말단 확장부로 가공되어 리벳으로 뚫어 고정시켰다. 티텔비에르그 (Tëtelbierg)의 예가 있는데, 이들의 홈은 세 가지 요소를 모두 고정하기 위해 치장 리벳을 사용하기 전에 덮개로 형성된 둥글납작한 단자에 삽입시켜 홈에 끼워넣었다. 홈은 검집 상단과 중앙에 두 개의 수평 띠가 연결되어 검집 고리에 걸려있었다. 이 검집은 고고학 기록상 지금은 멸종한 나무의 고갱이를 중심으로 제작되었을 것이다.
군단병 장비의 다른 목록품들처럼, 이 단검도 서기 1세기 전반에 걸쳐 몇 가지 변화를 겪었다. 슴베대가 도입되었으며 칼자루는 더 이상 리벳으로 고정되지 않지만 슴베를 통해 대신 칼날의 어깨에만 고정되었다. 이로 인해 푸기오의 외형 자체에는 큰 변화가 없었지만 고고학적 증거에 따르면 슴베대의 안전성이 떨어져 부착된 손잡이가 떨어져 나갈 수 있다는 사실이 크게 제기되었다. 이는 서로 다른 유적에서 살아남은 두 개의 푸지오 중 하나는 교체된 손잡이를 가지고 있으며, 다른 하나는 재활용된 검 손잡이가 달려있다는 점으로 입증된다. 슴베대와 관련된 일부 칼날은 폭이 4.5cm 미만으로 좁았고 허리가 거의 없거나, 실 주맥이 감소 또는 사실상 존재하지 않았다.('C형' 칼날).
이 시기 동안 칼자루의 윤곽은 본질적으로 동일하게 유지되었다. 이전 시대와 마찬가지로 뿔, 나무 또는 뼈 사이에 울퉁불퉁한 사다리꼴 모양의 보호대 및 칼자루 확장부 모두에서 얇아지면서 단단해지게 하거나 얇은 금속을 이 모양으로 돋을새김하여 얇은 철판으로 각각 도금한 슴베를 끼워넣어 두 겹으로 만들어졌다. 칼자루는 종종 은 상감으로 치장되었다. 자루의 전체 길이는 10~13cm이며 자루 가운데에 확장부가 있어 매우 안전하게 잡을 수 있다.
크기 면에서 푸지오는 길이가 18~28cm, 너비가 5cm 이상이었다.

## 자료
- “PUGIO”. 《Dictionary of Greek and Roman Antiquities》. ancientlibrary.com.
- MC Bishop & JCN Coulston - 'Roman Military Equipment (2nd Edition)', Armatura Press, 2006
- I. Scott - 'Roman Military Daggers' in 'A Catalogue of Roman Iron Tools, Weapons and Fittings in the British Museum, 1985
- J. Obmann - 'Studien zu Roemischen Dolchscheiden des 1. Jahrhunderts n. Chr.', Koelner Studien Zur Archaeologie Der Roemischen Provinzen, 2000